# Sancé
Sancé é uma comuna francesa na região administrativa de Borgonha-Franco-Condado, no departamento Saône-et-Loire. Estende-se por uma área de 6,56 km². Em 2010 a comuna tinha 2 187 habitantes (densidade: 333,4 hab./km²).